# 더 킹 오브 파이터즈 '98 얼티밋 매치
《더 킹 오브 파이터즈 '98 얼티밋 매치》는 SNK 플레이모어가 제작한 2008년 아케이드 대전 격투 게임으로, 1998년에 발매된 《더 킹 오브 파이터즈 '98》의 리메이크이다. 원작과 마찬가지로 《더 킹 오브 파이터즈 '94》부터 《더 킹 오브 파이터즈 '97》를 아울러 등장하는 인물들이 모두 출연하는 '드림 매치'를 표방하며, 기스 하워드처럼 원작에서 제외됐던 플레이어 캐릭터 및 보스들이 전부 참전했다. 그 외에 초필살기에 필요한 기를 운용하는 데에 있는 '어드밴스드 모드'와 '엑스트라 모드' 이외에 이 두 모드의 각 특징을 세부적으로 설정할 수 있는 '얼티밋 모드'가 추가되는 등 게임 시스템상 변경점이 가미됐다.
2008년 3월 타이토 타입 X 기판으로 처음 출시됐으며, 같은 해에 플레이스테이션 2 이식판, 2009년 엑스박스 라이브 아케이드 이식판이 출시됐다. 2011년에는 아케이드로 게임 균형을 재조절한 최종판 《더 킹 오브 파이터즈 '98 얼티밋 매치 파이널 에디션》이 출시됐으며, 이를 바탕으로 마이크로소프트 윈도우 이식판이 2014년 발매됐다.

## 게임플레이
《더 킹 오브 파이터즈 '98 얼티밋 매치》에서는 원작 《더 킹 오브 파이터즈 '98》에서 사용할 수 있었던 어드밴스드 모드 및 엑스트라 모드 이외에, 이 두 모드 중 원하는 특징만 선택해서 사용할 수 있는 '얼티밋 모드'가 추가되었다. 이 모드에선 대시/스텝, 공격으로 기모으기/ABC 버튼으로 기모으기, 구르기/회피 여부를 플레이어 선호대로 선택할 수 있다. 그 외에 다수 캐릭터들에게 신기술이 대거 추가됐고, 일부 《아랑전설》 출신 등장인물들은 《리얼 바웃 아랑전설 2》에 기반한 새로운 EX 캐릭터 버전을 선택할 수 있게 됐다.

## 등장인물
오리지널 《KOF '98》는 《KOF '95》의 키사라기 에이지, 《KOF '96》의 토도 카스미와 보스 팀 전원 등 빠진 사람들이 일부 있었지만, 2008년에 플레이스테이션 2로 발매된 《KOF '98 얼티밋 매치》에서 전부 플레이 가능한 캐릭터로 등장시켰다.
| 일본 팀                                         | 아랑전설 팀                                   | 용호의 권 팀                                    | 이카리 워리어즈 팀                        |
| ----------------------------------------------- | --------------------------------------------- | ----------------------------------------------- | ----------------------------------------- |
| - 쿠사나기 쿄 - 니카이도 베니마루 - 다이몬 고로 | - 테리 보가드 - 앤디 보가드 - 조 히가시       | - 료 사카자키 - 로버트 가르시아 - 유리 사카자키 | - 클락 스틸 - 랄프 존스 - 레오나 하이데른 |
| 여성 격투가 팀                                  | 한국 팀                                       | 뉴 페이스 팀                                    | '97 스페셜 팀                             |
| - 카구라 치즈루 - 킹 - 시라누이 마이            | - 김갑환 - 장거한 - 최번개                    | - 크리스 - 셸미 - 나나카세 야시로               | - 야마자키 류지 - 블루 마리 - 빌리 칸     |
| 사이코 솔저 팀                                  | 아메리칸 스포츠 팀                            | 야가미 팀                                       | 마스터 팀                                 |
| - 아사미야 아테나 - 시이 켄수 - 친 겐사이       | - 헤비 D! - 럭키 글로버 - 브라이언 배틀러     | - 야가미 이오리 - 매츄어 - 바이스               | - 하이데른 - 타쿠마 사카자키 - 친 겐사이  |
| '96 보스 팀                                     | 에디트 팀                                     | 기타                                            | 기타                                      |
| - 기스 하워드 - 미스터 빅 - 볼프강 크라우저     | - 야부키 신고 - 키사라기 에이지 - 토도 카스미 | - 루갈 번스타인 - 오로치 - 게닛츠               | - 루갈 번스타인 - 오로치 - 게닛츠         |

1. 1 2 3 4 5 6 7 8 9 10 11 12 13 14 15 16  특수 조작을 통해 같은 그래픽을 사용하나 사용 기술이 다른 EX 캐릭터 선택 가능.
2. ↑  《더 킹 오브 파이터즈 '95》에서 데뷔한 '오메가 루갈'이 별개로 일인용 모드의 최종보스로 등장.

히든 캐릭터로는 다음과 같다. 선택법은 스타트 버튼을 누른 채로 선택하는 것으로 통일되었다. 대부분 장풍을 사용하는 것이 가능해지는 대신 필살기가 몇 개 빠져있다.
- 일본팀

- KOF 95 쿠사나기 쿄

- 아랑전설 팀

- 아랑전설 3 테리 보가드
- 아랑전설 3 앤디 보가드
- 아랑전설 3 죠 히가시

- 용호의권 팀

- 용호의권 2 료 사카자키
- 용호의권 2 로버트 가르시아
- 용호의권 2 유리 사카자키

- 여성 격투가 팀

- 아랑전설 3 시라누이 마이
- 용호의권 2 킹

- 97 스페셜 팀

- 아랑전설 3 야마자키 류지
- 아랑전설 3 블루 마리
- 아랑전설 3 빌리 칸

- 오로치 사천왕으로 각성한 뉴페이스 팀

- 불꽃의 운명의 크리스
- 미쳐 날뛰는 번개의 셸미
- 메마른 대지의 야시로

- 96 보스팀

- 아랑전설 3 기스 하워드

## 참조
1. ↑  영어: The King of Fighters' 98 Ultimate Match
2. ↑  영어: The King of Fighters' 98 Ultimate Match Final Edition